# Теорія полів класів
Теорія полів класів — у математиці основна гілка алгебраїчної теорії чисел, яка вивчає Абелеві розширення локальних полів (одновимірні локальні поля) і «глобальних полів» (одновимірні глобальні поля), таких як числові поля і поля функцій кривих у скінченних полях з точки зору абелевих топологічних груп, пов'язаних із полями. Вона також вивчає різні арифметичні властивості таких абелевих розширень. У свою чергу теорія полів класів поділяється на: теорію глобальних полів класів і теорію локальних полів класів.
Абелева топологічна група CK що пов'язана з таким полем K є мультиплікативною групою локального поля або ідеальної алгебраїчної групи глобального поля.
Одним із фундаментальних результатів теорії полів класів є побудова не тривіального обопільного морфізму, до діє від CK до групи Галуа максимального абелевого розширення поля K. Теорема про існування із теорії полів класів стверджує, що кожна відкрита підгрупа скінченного індексу з CK є зображенням по відношенню до відображення норми від відповідного розширення поля класа до K.
Існує три основні узагальнення теорії полів класів: програма Ланглендса, теорія полів класів вищого порядку і анабелієва геометрія, кожна з яких має власне розуміння ключових аспектів теорії чисел.